# Hôrka nad Váhom
Hôrka nad Váhom este o comună slovacă, aflată în districtul Nové Mesto nad Váhom din regiunea Trenčín. Localitatea se află la altitudinea de 197 m deasupra n.m., se întinde pe o suprafață de 18,32 km2 și în 2017 număra 743 de locuitori.

## Istoric
Localitatea Hôrka nad Váhom este atestată documentar din 1426.

## Demografie
| An:                | 1994 | 2004   | 2014   | 2024   |
| ------------------ | ---- | ------ | ------ | ------ |
| Număr de persoane: | 703  | 680    | 732    | 789    |
| Diferență:         |      | −3,27% | +7,64% | +7,78% |

| An:                | 2023 | 2024   |
| ------------------ | ---- | ------ |
| Număr de persoane: | 794  | 789    |
| Diferență:         |      | −0,62% |